# Giovanni Zannacchini

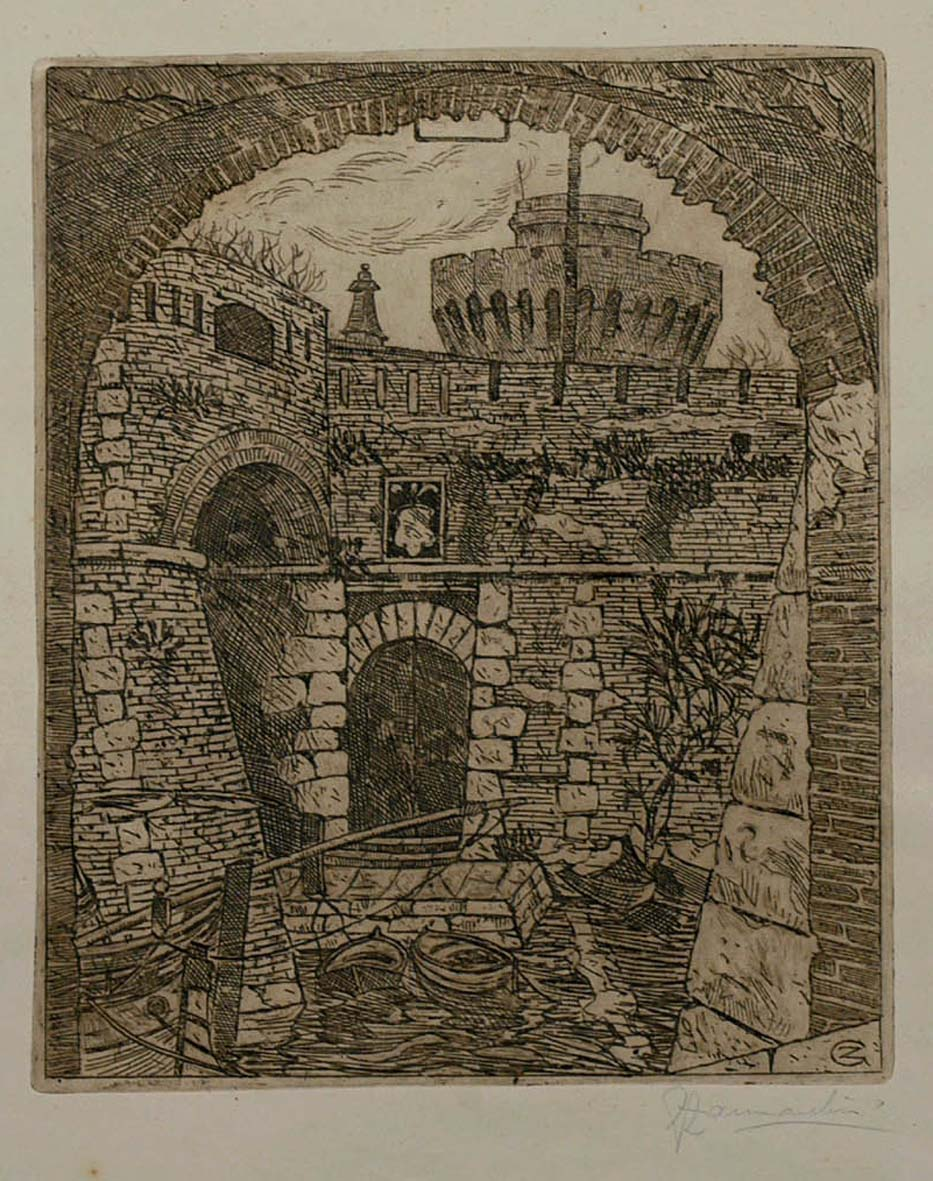
Giovanni Zannacchini, Fortezza Medicea a Livorno 1913 ca. Acquaforte

Giovanni Zannacchini (Livorno, 5 novembre 1884 – Livorno, 1939) è stato un pittore, incisore e acquafortista italiano.

## Biografia
Giovanni Zannacchini nacque a Livorno nel 1884, nello stesso anno di Amedeo Modigliani, del quale diventerà amico. Autodidatta, si dedicò da prima all'incisione dando vita a numerose acqueforti e xilografie che gli valsero la fama nazionale e con le quali partecipò alle più importanti manifestazioni italiane ed estere di questo specifico settore, nel 1916 viene invitato all'Esposizione d'Incisione Italiana, organizzata nella sede della Royal Society of British Artists a Londra dove espone delle acqueforti.
Trascorse la sua vita lavorativa alle dipendenze della casa editrice Belforte e nei primi decenni del secolo è uno degli xilografi di Livorno più impegnati nella decorazione di prodotti editoriali; per Belforte realizzò il disegno del francobollo commemorativo della visita di Benito Mussolini a Livorno l'11 maggio 1930, francobollo che ebbe validità solo per quel giorno e che è passato alla storia come il "Mussolini Rosa".
In un secondo tempo passò alla pittura, prima con disegni colorati, quindi alla pittura vera e propria con tecnica ad olio. Anche in questo genere d'arte si affermò rapidamente ed infatti non vi fu manifestazione artistica, a lui contemporanea, dove non fosse presente un'opera di Giovanni Zannacchini. Fu, insieme a Renato Natali e Gino Romiti, fondatore del Gruppo Labronico, Segretario provinciale Professionisti ed Artisti, e membro di numerose giurie nazionali. 
Zannacchini è presente all'Esposizione Internazionale d'Arte di Venezia nel 1920, 1922, 1924, 1928 come lo sarà poi alle Biennali del 1930, 1932, 1934 e 1936.
Di lui parlarono i critici più autorevoli dell'epoca: Ugo Ojetti, Vittorio Pica, Raffaello Franchi, Antonio Maraini, Carlo G. Ciappei, Guido Vivarelli, Gastone Razzaguta e molti altri. Sue opere furono acquistate dalla Galleria d'Arte Moderna di Roma, dalla Galleria d'Arte Moderna di Firenze a Palazzo Pitti, dal Museo civico Giovanni Fattori di Livorno, dal Museo di Tokio ed altri ancora. Morì nel 1939 all'età di 55 anni. Il comune di Livorno gli ha dedicato una strada.

## Alcune mostre
- 1920 Venezia, "Biennale di Venezia"
- 1920 Livorno, "Gruppo Labronico" Palace Hotel
- 1921 Livorno, "Gruppo Labronico" Liceo Niccolini
- 1922 Venezia "Biennale di Venezia"
- 1922 San Remo "Gruppo Labronico" I Esposizione Internazionale d'Arte di San Remo
- 1922 Roma, "Gruppo Labronico" 90ª Esposizione degli amatori e cultori di Belle Arti di Roma
- 1922 Livorno "Gruppo Labronico" Liceo Niccolini
- 1923 Livorno, "Gruppo Labronico" Liceo Niccolini
- 1924 Livorno, "Gruppo Labronico" Liceo Niccolini
- 1924 Milano, "Gruppo Labronico" Galleria Pesaro
- 1930 Venezia "Biennale di Venezia"
- 1965 Livorno "Zannacchini", Bottega d'arte
- 2005 Venezia, "Modigliani a Venezia, tra Livorno e Parigi", Biblioteca Nazionale Marciana, Venezia
- 2005 Cagliari, "Modigliani a Venezia, tra Livorno e Parigi", Castello di San Michele, Cagliari
- 2005 Domodossola, "Modigliani a Venezia, tra Livorno e Parigi", Sala Motta, Domodossola